# Орджоникидзе (Красноярский край)
Орджоники́дзе — посёлок Мотыгинского района Красноярского края. Административный центр и единственный населенный пункт Орджоникидзевского сельсовета.

## География
Посёлок расположен на правом берегу Ангары в 83 км к востоку от поселка Мотыгино Мотыгинского района Красноярского края.

## Климат
Климат резко континентальный (от +35 градусов до -57 градусов).

## История
Официально поселок образовался и получил свое название в 1967 году. Раннее название деревня Потоскуй. Основана в 1924 г. В 1926 году деревня Потоскуй состояла из 9 хозяйств, основное население — русские. В составе Каменского сельсовета Богучанского района Канского округа Сибирского края.
В феврале 1909 года Серго Орджоникидзе выслан в деревню Потоскуй Пинчугской волости Енисейской губернии, откуда бежал.

## Население
| 2010 | 2012  | 2013  | 2014  | 2015  | 2016  | 2017  |
| ---- | ----- | ----- | ----- | ----- | ----- | ----- |
| 1526 | ↘1504 | ↘1497 | ↘1461 | ↘1448 | ↘1404 | ↘1383 |